# Kampfgeschwader 6
Das Kampfgeschwader 6 war ein Verband der Luftwaffe im Zweiten Weltkrieg. Als Kampfgeschwader, ausgestattet mit Bombern, erst vom Typ Junkers Ju 88, dann mit der Junkers Ju 188 führte es Luftangriffe mit Bomben auf zugewiesene Ziele durch. Das Geschwader wurde hauptsächlich gegen die Westalliierten in Tunesien, Italien und über dem Vereinigten Königreich sowie Frankreich eingesetzt. Ab 1945 kam es in der Reichsverteidigung gegen die Westalliierten zum Einsatz. Mit der Umrüstung ab November 1944 auf die Messerschmitt Bf 109G und die Messerschmitt Me 262A änderte sich das Einsatzspektrum des Geschwaders zu dem eines Jagdgeschwaders. Nach der bedingungslosen Kapitulation der Wehrmacht am 8. Mai 1945 wurde es aufgelöst.

## Aufstellung
Der Geschwaderstab entstand bereits am 11. Oktober 1941. Die I. – III. Gruppe entstanden am 1. September 1942 durch Umbenennung bereits vorhandener Kampfgruppen. Aus der I./Kampfgeschwader 77 entstand die I./Kampfgeschwader 6, aus der Küstenfliegergruppe 106 wurde die II./Kampfgeschwader 6 und aus der III./Lehrgeschwader 1 die III./Kampfgeschwader 6. Die IV. (Ergänzungs-)Gruppe wurde neu aufgestellt. Anfangs war das Geschwader mit der Junkers Ju 88 ausgestattet. Im Jahr 1944 war die I. Gruppe mit Junkers Ju 188 ausgestattet. Die Geschwaderkennung war 3E.

## Gliederung
Der Geschwaderstab führte die I. bis IV. Gruppe die wiederum in Staffeln unterteilt waren. Die 1. bis 3. Staffel gehörte der I. Gruppe, die 4. bis 6. Staffel der II. Gruppe, die 7. bis 9. Staffel der III. Gruppe und die 10. bis 12. Staffel der IV. Gruppe an. Die 14., 15., und 16. Staffel existierten nur kurzzeitig und unterstanden dem Geschwaderstab direkt. Jede Staffel, geführt durch ein Staffelkapitän, war in drei Schwärme mit je vier Flugzeugen unterteilt. Daraus ergab sich eine Sollstärke der Bombergruppe von 36 Flugzeugen in den drei Staffeln + ein Flugzeug für den Gruppenkommandeur. Dies ergab bei vier Bombergruppen eine Sollstärke von 148 Flugzeugen + 4 Flugzeuge für den Geschwaderkommodore und seinen Stab. Die IV. Gruppe war eine Ergänzungsgruppe und nahm in der Regel nicht an Kampfeinsätzen teil. In ihr wurden frisch ausgebildete oder rekonvaleszente Flieger eine Zeitlang an die Frontbedingungen gewöhnt und geschult, bevor sie in eine der drei Einsatzgruppen wechselten. Darum hatte sie meist ihren Standort in der Heimatbasis des jeweiligen Geschwaders.
Nachdem das Geschwader ab dem 23. November 1944 die Bezeichnung Kampfgeschwader (J) 6 erhielt und damit de facto ein Jagdgeschwader war, änderte sich die Gliederung. Der Geschwaderstab führte die I. bis III. Gruppe, die wiederum in je 3 Staffeln und dem Gruppenstab unterteilt waren. Jede Staffel bestand aus vier Schwärmen, die wiederum in zwei Rotten zu je zwei Jagdflugzeugen unterteilt war. Daraus ergab sich eine Sollstärke der Kampfgruppe (J) von 48 Flugzeugen in den drei Staffeln + vier Flugzeuge für den Gruppenkommandeur und seinen Stab. Dies ergab bei drei Kampfgruppen (J) eine Sollstärke von 156 Flugzeugen + 4 Flugzeuge für den Geschwaderkommodore und seinen Stab.

## Geschichte

### Luftkrieg gegen Großbritannien 1942 bis 1944
1942
Der Aufstellung des Geschwaders im Jahre 1942 lag der Gedanke der Luftwaffenführung zugrunde, den Luftkrieg gegen das Vereinigte Königreich wieder zu intensivieren, da dieser im Zuge des Deutsch-Sowjetischen Krieges fast zu Erliegen kam. Dazu sollten neue Luftangriffsverfahren entwickelt und erprobt und die Besatzungen entsprechend ausgebildet werden.
Im Jahre 1942 lag der Geschwaderstab des Kampfgeschwaders 6 in Morlaix in Frankreich. Im Februar 1942 wurde ihm die Küstenfliegergruppe 106 unterstellt. Am 3. Juni 1942 fiel der amtierende Geschwaderkommodore, Oberstleutnant Joachim Hahn, als er bei einem Verbindungsflug mit seiner Messerschmitt Bf 108B-1 von britischen Spitfires nahe Le Treport abgeschossen wurde. Nachdem am 1. September die I. Gruppe in Creil (Lage) und die II. Gruppe in Dinard (Lage) gebildet wurden, waren diese hauptsächlich mit der Junkers Ju 88A-4 und der A-14 ausgestattet. Dabei handelte es sich um einen zweimotorigen Bomber mit Jumo 211-Triebwerken die zusammen 2840 PS leisteten und eine Höchstgeschwindigkeit von 500 km/h und eine Bombenlast von 3000 kg ermöglichten.
Am 31. Oktober 1942 war die I. Gruppe Teil eines mit 57 Bombern durchgeführten Luftangriffs auf die englische Stadt Canterbury. Anschließend verlegten die I. und die II. Gruppe nach Italien.
Im Dezember 1942 kehrten die I. und die II. Gruppe zurück ins nordfranzösische Beauvais (Lage) und Cormeilles (Lage), wo schon seit November die III. Gruppe in Rosieres (Lage) stationiert war. Zum Jahresbeginn 1943 standen der I. Gruppe 29 Ju 88A-14, der II. Gruppe 10 Ju 88A-4 und der III. Gruppe 21 Ju 88A-4 zur Verfügung. Dazu kam noch die IV. Gruppe mit 41 Ju 88A und der Geschwaderstab mit 2 Ju 88A-14.
1943
Erste Luftangriffe im Januar galten den englischen Städten Hull und Exeter. Weitere Ziele waren im Frühjahr Newcastle, Sunderland und Edinburgh, bevor London, Norwich und Birmingham attackiert wurden. Am 4./5. Mai griffen die I. und die III. Gruppe mit insgesamt 36 Bombern Norwich an. Dem folgte ein Luftangriff am 13./14 Mai auf die Kugellagerfabrik von Chelmsford. Nach den Luftangriffen auf die Hafenanlagen von Sunderland und einen nächtlichen Luftangriff auf Cardiff am 17./18. Mai wechselten der Geschwaderstab, die I. und die III. Gruppe nach Italien. 

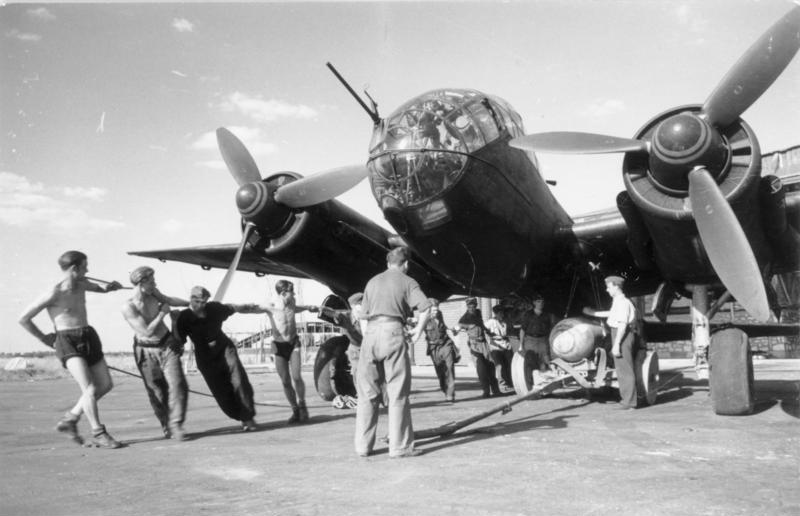
Eine Junkers Ju 188 des KG 6 wird mit Bomben bestückt.

Ab August 1943 verlegten der Geschwaderstab, die I., (ab September) die II. (ab November) und die III. Gruppe (ab August) nach Nordfrankreich und Belgien an die Kanalküste. Die I. Gruppe lag in Beauvais und rüstete komplett auf die Junkers Ju 188E-1 um. Dieser Bombertyp war eine Weiterentwicklung der bisher genutzten Junkers Ju 88 und erreichte mit seinen zwei Junkers Jumo 213-Motoren eine Höchstgeschwindigkeit von 525 km/h und eine Bombenlast von 3000 kg. Die II. Gruppe flog von Le Coulot (Lage) ihre Einsätze, während die III. Gruppe in Brüssel-Melsbroeck (Lage) unterkam. Beide Gruppen führten weiterhin die Junkers Ju 88 in ihren Reihen.
Am 10. Oktober fiel der Staffelführer der 8. Staffel, als er mit seiner Junkers Ju 88S-1 (Geschwaderkennung 3E+OS) auf dem Fliegerhorst in Brüssel-Melsbroek ein Looping zu Demonstrationszwecken fliegen wollte und dabei abstürzte. Aufgrund seiner bis dahin erreichten Leistungen erhielt er posthum das Ritterkreuz.
1944
Von Anfang 1944 bis Mai 1944 nahm das Geschwader mit der I. bis III. Gruppe am Unternehmen Steinbock teil. Dazu waren sie dem IX. Fliegerkorps der Luftflotte 3 unterstellt. Der Stab und die III. Gruppen lagen in Brüssel-Melsbroeck, die I. Gruppe in Chièvres und die II. Gruppe in Le Coulot. Zu Beginn standen der I. Gruppe 41 Junkers Ju 188E-1, der II. Gruppe 39 und der III. Gruppe 41 Junkers Ju 88A-4 oder A-14 zur Verfügung.
Das Unternehmen begann mit einem großen Luftangriff auf London in der Nacht des 21./22. Januars. Insgesamt 447 Bomber, darunter die I. und die III. Gruppe des Geschwaders sollten in zwei Wellen mit fünf bis sechs Stunden Abstand angreifen. Jedoch fiel nur etwa die Hälfte der abgeworfenen Bomben überhaupt auf das englische Festland, davon 32 Tonnen auf die britische Hauptstadt. An weiteren Luftangriffen auf London am 29./30. Januar, am 3./4., 20./21., 24./25. Februar und 14./15., 21./22. März nahmen Teile des Geschwaders teil. Dabei kam am 29. Februar 1944 während eines Überführungsflugs, der Gruppenkommandeur der I. Gruppe, Major Helmut Fuhrhop ums Leben, als seine Junkers Ju 188 E-1 (Geschwaderkennung 3E+AB) von einer britischen Typhoon der 609 Squadron bei Seboncourt abgeschossen wurde. Bei dem nächtlichen Luftangriff des 24./25. März nahm das Geschwader das Regierungsviertel rund um Westminster und Whitehall ins Visier. Am 18./19. April erfolgte der letzte Luftangriff auf London während dieses Unternehmens. Inzwischen rückten die Häfen am Ärmelkanal und die darin liegende Landungsflotte in den Blickpunkt des Geschwaders. So führte es mehrfach Luftangriffe auf den Hafen von Portsmouth, Bristol, Falmouth und Weymouth durch. Auch wurden Schiffe direkt im Bristol-Kanal angegriffen. Als das Unternehmen am 29. Mai offizielle endete, hatte das Geschwader 70 Totalverluste an Bombern zu beklagen.
Nach der alliierten Landung in der Normandie griff es, unter anderem von Saint-André-de-l’Eure (Lage) und Villaroche (Lage), die Landungstruppen an. Dabei schoss eine britische Mosquito der 409 Squadron den Gruppenkommandeur der I. Gruppe, Hauptmann Johann Thurner mit seiner Ju 88A-4 (Geschwaderkennung 3E+EB) in der Normandie bei St Pierre Sur Dives ab. Er erhielt posthum das Eichenlaub zum Ritterkreuz verliehen. Am 13. Juni schoss eine britische Mosquito der 264 Squadron den Gruppenkommandeur der III. Gruppe, Major Rudolf Puchinger mit seiner Ju 188A-2 (Geschwaderkennung 3E+AS) über Orne Estuary in der Normandie ab. Ebenso erging es dem Gruppenkommandeur der II. Gruppe, Major Hans Mader, der am 3. Juli nach Beschuss durch britische Nachtjäger mit seiner Ju 188A-2 (Geschwaderkennung 3E+CB) abstürzte und verstarb.

### Luftkrieg gegen die Sowjetunion 1942
Die III. Gruppe bildete sich am 1. September im ostpreußischen Heiligenbeil (Lage). Sie war mit der Junkers Ju 88A-4 ausgestattet und verlegte in den Norden der Ostfront. Dort, unter dem Kommando der Luftflotte 1 bombardierte sie am 15. September den Bahnhof von Wolchow und unterstützte die Bodentruppen im Bereich des Ladoga-See. Anschließend griff sie Ziele im Raum um Leningrad an und verlegte Anfang Oktober in den Süden der Ostfront zur Luftflotte 4. Dort beteiligte sie sich an der Bombardierung von Stalingrad. Vom 9. bis zum 18. Oktober attackierte sie Artilleriestellungen im Kaukasus und bombardierte die Astrachan an der Wolgamündung. Am 1. November verließ die III. Gruppe die Ostfront und wechselte nach Rosieres in Frankreich.

### Luftkrieg im Mittelmeerraum 1942 bis 1943
Aufgrund der prekären Situation im Mittelmeerraum verlegten die I. und II. Gruppe des Geschwaders ab November in das sizilianische Gerbini (Lage). Von dort griffen sie in die Kämpfe um Tunesien ein. Anschließend wechselten beide Gruppen im Dezember zurück nach Frankreich.
Im Mai 1943 verlegte es nach Südfrankreich um erneut in die Kämpfe in Nordafrika einzugreifen. Danach ab Juni wurde das Geschwader der Luftflotte 2 in Italien unterstellt. Dort griff es in der Folge in die Kämpfe um Sizilien und das italienische Festland ein.

### Reichsverteidigung 1944/45
Sich dem allgemeinen Rückzug anpassend, verlegte das Geschwader nach Brüssel und weiter nach Osten. Auf Plätzen im Raum Gotha/Erfurt wurden die letzten verbliebenen Bomber stillgelegt. Das Geschwader wurde am 23. November 1944 in Kampfgeschwader (J) 6 umbenannt (das (J) stand für Jagd). Auf dem Fliegerhorst Prag-Gbell (Lage) wurde es auf Jagdmaschinen umgerüstet. Am 10. Januar standen der I. Gruppe 16 und der II. Gruppe 8 Messerschmitt Bf 109 einsatzbereit zur Verfügung, während in der III. Gruppe 9 Focke-Wulf 190 bereit standen. Der Geschwaderstab hatte kein Flugzeug. Es war dem IX. Fliegerkorps, ab 26. Januar 1945 in 9. Flieger-Division umbenannt, der Luftflotte 10 unterstellt. Nach der bedingungslosen Kapitulation der Wehrmacht am 8. Mai 1945 wurde es aufgelöst.

## Kommandeure

### Geschwaderkommodore
| Dienstgrad     | Name             | Zeit                                     |
| -------------- | ---------------- | ---------------------------------------- |
| Oberstleutnant | Joachim Hahn     | Mai 1942 bis 3. Juni 1942 †              |
| Oberstleutnant | Wolfgang Bühring | 4. Juni 1942 bis 31. August 1942         |
| Oberstleutnant | Walter Storp     | 1. September 1942 bis 11. September 1943 |
| Oberstleutnant | Hermann Hogeback | 11. September 1943 bis 8. Mai 1945       |

### Gruppenkommandeure
I. Gruppe
- Major Ernst-Günther von Scheliha, 1. September 1942 bis 8. Januar 1943[21]
- Major Bernhard von Dobschütz, 9. Januar 1943 bis 5. April 1943[22]
- Major Helmut Fuhrhop, 6. April 1943 bis 29. Februar 1944 †[23]
- Oberleutnant Hans Thurner, 1. März 1944 bis 11. Juni 1944 †[24]
- Major Karl-August von der Fecht, 18. Juli 1944 bis 13. September 1944[25]
- Hauptmann Ernst Haller, 14. September 1944 bis 10. April 1945[26]

II. Gruppe
- Major Karl Schreiner, 1. September 1942 bis 12. Juni 1943[27]
- Major Hans Mader, 12. Juni 1943 bis 3. Juli 1944 †[28]
- Hauptmann Hans-Joachim Faulhaber, 4. Juli 1944 bis 24. März 1945[29]
- Hauptmann Wilhelm Kunze, 25. März 1945 bis 8. Mai 1945[30]

III. Gruppe
- Major Hermann Hogeback, 1. September 1942 bis 12. August 1943[31]
- Hauptmann Kurt Heintz, 4. November 1942 bis 31. Dezember 1942[32]
- Major Rudolf Puchinger, 12. August 1943 bis 14. Juli 1944 †[33]
- Hauptmann Hans Baasner, 12. August 1944 bis 26. März 1945[34]
- Hauptmann Hans Oberdieck, 26. März 1945 bis 8. Mai 1945[35]

IV. Gruppe
- Hauptmann Heinrich Hettchen, 1. September 1942 bis 30. November 1942[36]
- Major Friedrich Schallmayer, 1. Dezember 1943 bis 23. November 1944[37]

## Auszeichnungen
Bekannte Träger des Ritterkreuz des Eisernen Kreuzes oder höherer Stufen des Kampfgeschwaders 6.
| Name                       | Dienstgrad    | Einheit      | Ritterkreuz   | Eichenlaub    | Schwerter     |
| -------------------------- | ------------- | ------------ | ------------- | ------------- | ------------- |
| Bertram, Hans-Wilhelm      | Hauptmann     | 3./KG(J) 6   | 14. Jan. 1945 |               |               |
| Dipberger, Wilhelm         | Oberfeldwebel | Stab/KG(J) 6 | 9. Jan. 1945  |               |               |
| Faulhaber, Hans-Joachim    | Oberleutnant  | II./KG(J) 6  | 11. Aug. 1942 |               |               |
| Fuhrhop, Helmut            | Major         | I./KG 6      | 22. Nov. 1943 |               |               |
| Gapp, Franz                | Oberfeldwebel | 8./KG 6      | 18. Sep. 1943 |               |               |
| Gläsner, Günther           | Oberfeldwebel | Stab/KG 6    | 31. Dez. 1943 |               |               |
| Hogeback, Hermann          | Major         | Stab/KG 6    |               | 20. Feb. 1943 | 26. Jan. 1945 |
| Lehnert, Willy             | Oberfeldwebel | Stab/KG 6    | 5. Apr. 1944  |               |               |
| Müller, Horst              | Oberleutnant  | 1./KG 6      | 3. Mai 1942   |               |               |
| Puchinger, Rudolf          | Oberleutnant  | 8./KG 6      | 24. Jan. 1943 |               |               |
| Richter, Gerhard           | Hauptmann     | 9./KG 6      | 24. Nov. 1943 |               |               |
| Schlossleitner, Reinhard † | Oberleutnant  | 8./KG 6      | 5. Feb. 1944  |               |               |
| Thurner, Johann †          | Hauptmann     | I./KG 6      |               | 17. Sep. 1944 |               |
| Waldecker, Helmut          | Hauptmann     | 3./KG 6      | 22. Nov. 1943 |               |               |

## Bekannte Geschwaderangehörige
- Wolfhart Westendorf (1924–2018), war ein deutscher Ägyptologe